# CATO

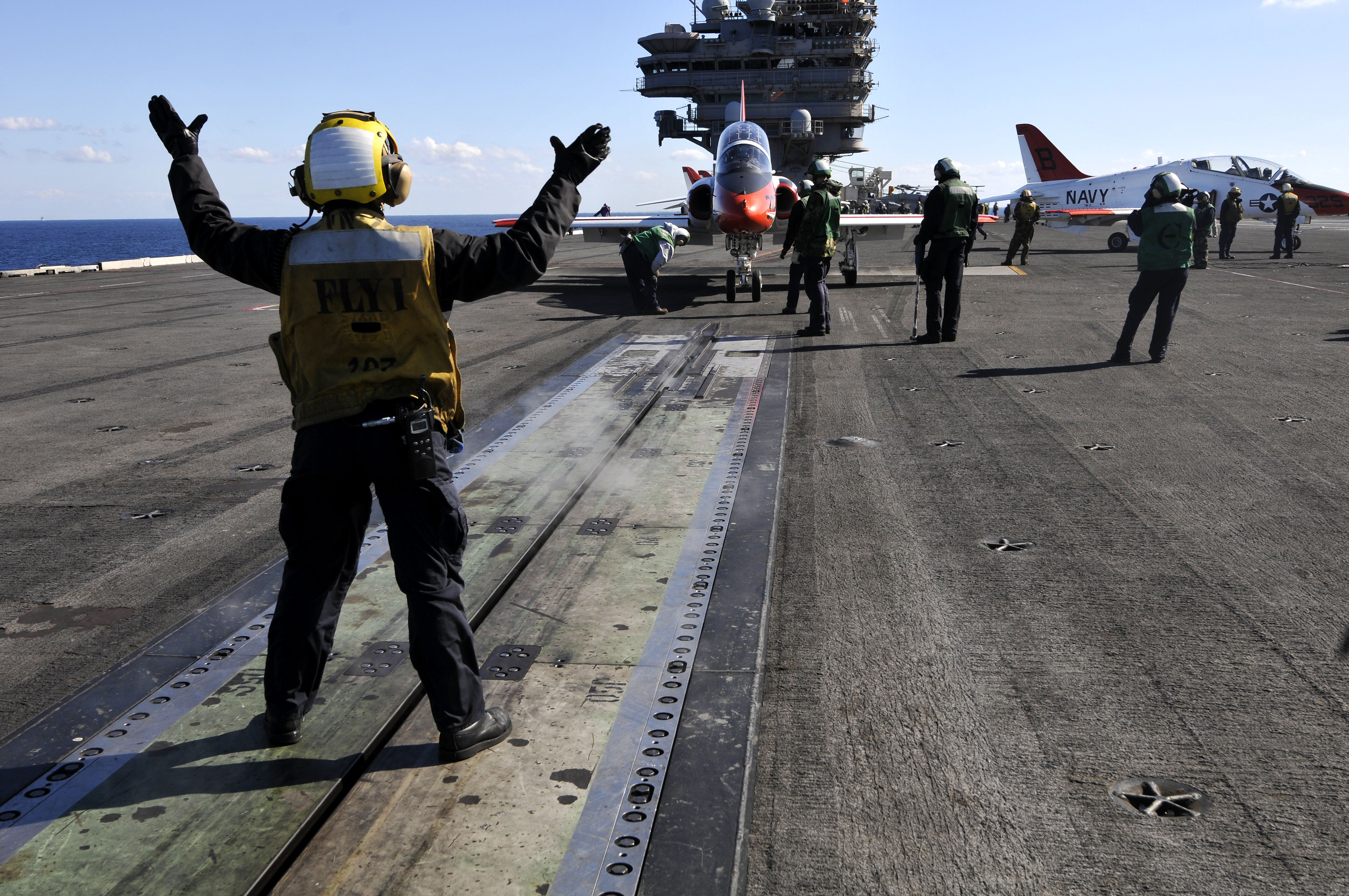
Un T-45 enganchado a la catapulta del portaaviones estadounidense.

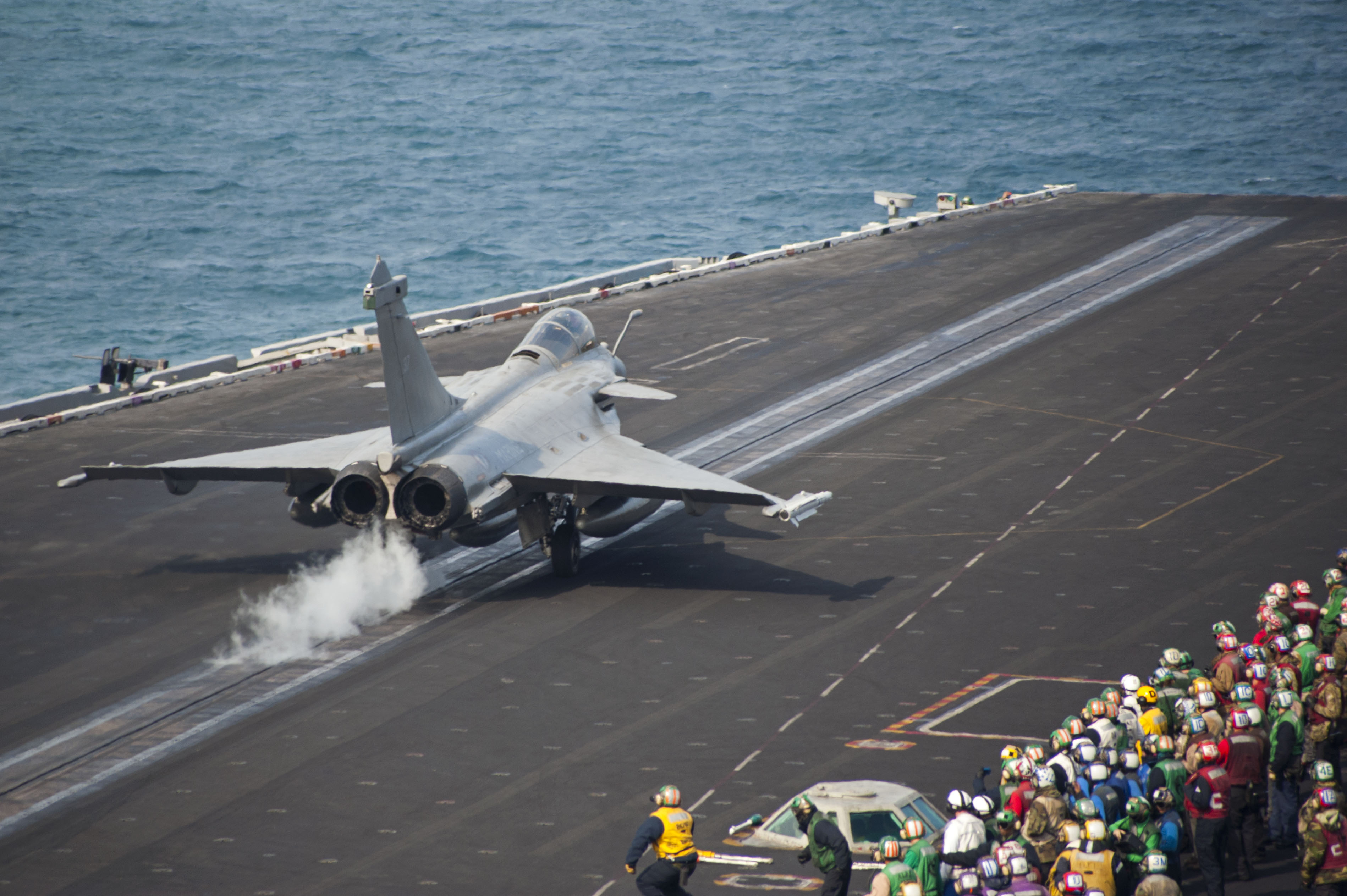
Un Rafale despegando del portaaviones estadounidense gracias a la catapulta.

CATO (acrónimo en inglés de Catapult Assisted Take-Off, «despegue asistido por catapulta») se suele dar en portaaviones. Estos pueden disponer de una catapulta a lo largo de la cubierta, y debajo de ella hay un pistón que funciona a presión, que se encarga de que la catapulta funcione. El avión es atado a la lanzadera mediante un cable de acero que es tensado por un engranaje, y cuando todo está preparado, la catapulta entra en funcionamiento, lanzando al avión en pocos segundos a una velocidad superior a la que sería necesaria para conseguir la sustentación.
Los despegues asistidos utilizan sistemas para poner en el aire al avión. Las posibles razones son:
- que el peso del avión exceda el peso máximo de despegue.
- que el avión no tenga potencia suficiente.
- que la longitud de la pista de aterrizaje y despegue disponible sea insuficiente.
- una combinación de los anteriores.

También, en el caso de planeadores, se considera despegue asistido, ya que al no tener motor, son incapaces de despegar sin ayuda.
Con el tiempo, Estados Unidos ha sustituido los sistemas a presión de las catapultas por un tipo de motor de inducción electromagnético llamado EMALS (Electromagnetic Aircraft Launch System) que en castellano significa sistema electromagnético de lanzamiento de aviones. Su funcionamiento consiste en una onda electromagnética que viaja por el motor de la lanzadera, y propulsa al avión a lo largo de toda la longitud de la pista de una manera más progresiva.
A la hora de aterrizar, el mecanismo de la catapulta también ayuda, ya que los aviones que toman tierra llevan un gancho que se engancha al cable de acero y este se tensa automáticamente, reduciendo la velocidad del avión hasta que este se detiene completamente. Si el avión que pretende aterrizar en el portaaviones no se engancha al cable de acero, procederá a recorrer toda la pista y despegar de nuevo, y de ahí a volver a intentarlo.